# Sándor Benkó

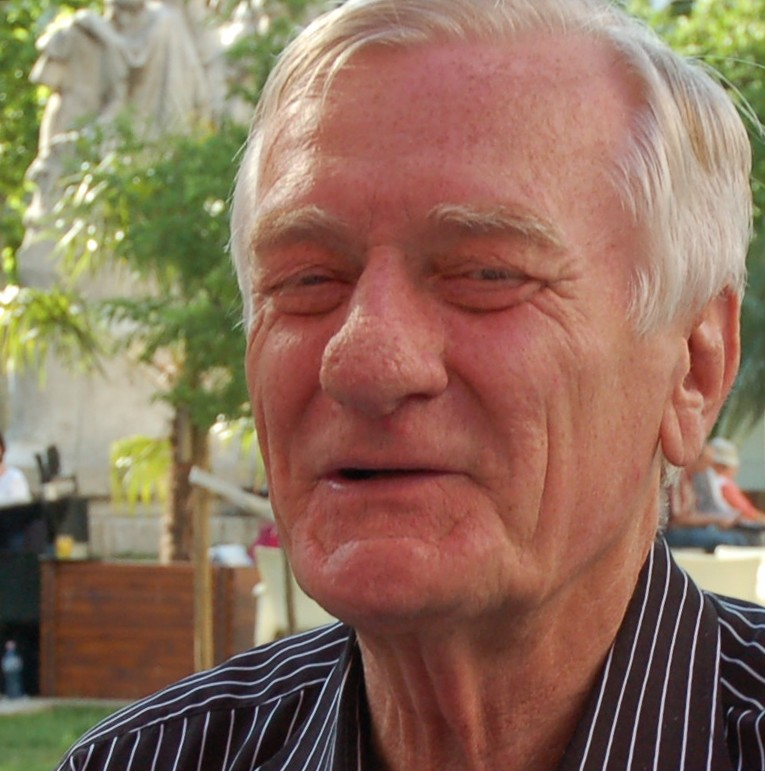
Könyvhét (2011)

Sándor Benkó (* 25. August 1940 in Budapest; † 15. Dezember 2015 ebenda) war ein ungarischer Musiker des Dixieland-Jazz (Klarinettist und Bandleader).

## Leben
Sándor Benkó gründete 1957 die Benkó Dixieland Band, die in Ungarn rasch populär wurde. Gründungsmitglieder, mit denen er über viele Jahre spielte, waren Béla Zoltán, Ivan Nagy, Istvan Mankovits, Janos Jara, Jenö Nagy und Bela Bagyari. Mit seiner Band nahm er an zahlreichen Festivals und Wettbewerben teil und trat mit Musikern wie Milt Jackson, Freddie Hubbard, Al Grey, Buddy Tate, Albert Nicholas, Chris Barber, Huub Janssen oder Acker Bilk auf. Bereits in den 1960er Jahren tourte Benkó mit seiner Band durch den Ostblock. Auf dem Montreux Jazz Festival 1971 wurden sie mit einem ersten Preis ausgezeichnet, ebenso wie in den Folgejahren auf den Festivals in San Sebastian und Sacramento. Das britische Fachblatt Musik Week ernannte sie 1976 zu den „Stars des Jahres.“ Die Band, die zahlreiche Goldene Schallplatten erhielt, wurde 2001 von Hungaroton mit einem Preis für ihr Lebenswerk ausgezeichnet. Benkó selbst erhielt 1984 den ungarischen Liszt-Preis und 1998 den europäischen Inter-LYRA-Preis 1998.
Sándor Benkó starb am 15. Dezember 2015 im Alter von 75 Jahren in Budapest.